# Eragrostis nutans
Eragrostis nutans là một loài thực vật có hoa trong họ Hòa thảo. Loài này được (Retz.) Nees ex Steud. mô tả khoa học đầu tiên năm 1840.